# Jean Varin

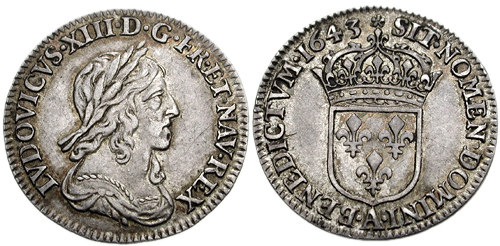
Décimo escudo de Louis XIII.

Jean Varin (o Warin), (Lieja, 1604 - París, 1672), fue un escultor y grabador francés.

## Biografía
De origen valon, se trasladó a París en 1626 y obtuvo su nacionalización en 1650. Grabó medallas, arte en el que destacó y obtuvo la protección de Richelieu que le nombró «Conducteur Général des Monnaies et Graveur des poinçons». En 1640, fue elegido para decorar las nuevas monedas de la reforma Claude de Bullion. En 1647 se convirtió en controlador general de las monedas de Francia. En 1664, es recibido como miembro de la Real Academia de Pintura y Escultura.
Jean Varin fue el primero en generalizar el frappe au balancier («prensa de volante») de las monedas francesas. Esta técnica sustituyó a la mecánica de macuquina (golpes de martillo manual) y se podían producir piezas de calidad más consistente. Experimentado en la década de 1580 durante el reinado de Enrique III de Francia, el impactador péndulo permitía a Varin producir la serie de oro Louis, el magnífico escudo de 60 soles (o escudo blanco) y sus subdivisiones con el retrato de Luis XIII. Varin grabó una partida de monedas de Luis XIV, retratos infantiles y juveniles del Rey Sol, considerada entre las monedas de la época dorada de la numismática francesa.
También decoró con muchas medallas. Su arte en la estatuaria es menos conocido. Se encuentran algunas de sus obras en el Palacio de Versalles. Su hijo Francisco le sucedió en el puesto de grabador general, que desempeñó desde 1673 hasta 1681.